# Puurijärvi-Isosuo nationalpark
Puurijärvi-Isosuo nationalpark (fi. Puurijärven ja Isosuon kansallispuisto) är en nationalpark i Birkaland och Satakunda i Finland. Den inrättades 1993 och omfattar ungefär 27 kvadratkilometer. Reservatet omfattar huvudsakligen myrområden och sjön Puurijärvi. Kumo älv rinner genom området och är här i nästan opåverkat tillstånd.
Puurijärvi-Isosuo nationalpark är också ett Natura 2000-område. Fågelfaunas värde i området överskrider de världsomfattande kriterierna för ett värdefullt fågelområde "Important Bird Areas" (IBA).

## Puurijärvi träsk
Puurijärvi är en 450 hektar stor sjö som är nästan helt igenväxt. Sjön är täckt med starr, vass och fräken och tillhör Finlands intressantaste fågelområden.
Sjön var på 1700-talet fortfarande ett träsk med klart vatten och hård botten. Dikningar och rensningar av forsar förändrade sjöns omgivningar och vattennivån sjönk påtagligt. Projektet Kokemäenjoki Life (2006–2012) har syftat till att någorlunda återställa sjöns ursprungliga vattennivå.

## Insekter
Totalt har 38 fjärilsarter påträffat i området, till exempel myrvisslare (Pyrgus centaureae), gul myrmätare (Aspitates gilvaria), Frejas pärlemorfjäril (Boloria freija), och snedstreckad lövmätare (Scopula virgulata). 24 olika trollsländsarter har också påträffats i nationalparken, bland annat pudrad kärrtrollslända (Leucorrhinia albifrons).